# El Deseo
El Deseo S.A. is een Spaanse filmproductiemaatschappij van de broers Almodóvar (Pedro Almodóvar en Agustín Almodóvar). Onder de films die de maatschappij maakte zijn onder meer Todo sobre mi madre, Hable con ella, My Life Without Me, La mala educación en Volver te vermelden.